# Giáo dục Hoa Kỳ
Giáo dục Hoa Kỳ chủ yếu là nền giáo dục công do Chính phủ liên bang, tiểu bang, và địa phương ở Hoa Kỳ điều hành và cung cấp tài chính. Việc giáo dục trẻ em ở độ tuổi nhà trẻ và mẫu giáo mang tính chất bắt buộc. Một phần của giáo dục bắt buộc được thực hiện thông qua nền giáo dục công. Giáo dục công có tính chất phổ cập ở cấp tiểu học và trung học. Ở các cấp học này, hội đồng học khu gồm những thành viên được bầu chọn thông qua bầu cử ở địa phương đề ra chương trình học, mức độ hỗ trợ tài chính, và những chính sách khác. Các học khu có nhân sự và ngân sách độc lập, thường tách biệt khỏi các cơ cấu có thẩm quyền khác ở địa phương. Chính quyền các tiểu bang thường quyết định các tiêu chuẩn giáo dục và thi cử. Độ tuổi bắt buộc đi học thay đổi tùy theo tiểu bang, độ tuổi bắt đầu ở khoảng từ 5 đến 8 tuổi và độ tuổi có thể nghỉ học ở khoảng từ 14 đến 18. Càng ngày càng có nhiều tiểu bang yêu cầu thanh thiếu niên phải học cho đến khi đủ 19 tuổi.
Trẻ em có thể hoàn thành các yêu cầu giáo dục bắt buộc bằng cách theo học trong các trường công lập hay các trường tư thục do tiểu bang chứng nhận, theo học một chương trình giáo dục ở nhà được cơ quan giáo dục chấp thuận, hay theo học trong một trại trẻ mồ côi. Trong hầu hết các trường công lập và tư thục, giáo dục được chia thành ba cấp: tiểu học, trung học cơ sở, và trung học phổ thông. Trong hầu hết các trường ở các cấp học này, trẻ em được chia nhóm theo độ tuổi thành các lớp, từ mẫu giáo (kế đó là lớp 1) cho các em nhỏ tuổi nhất trong trường tiểu học cho đến lớp 13, lớp cuối cùng của bậc trung học. Độ tuổi chính xác của học sinh theo học các lớp này hơi khác nhau từ vùng này sang vùng khác. Giáo dục sau trung học thường được điều hành tách biệt với hệ thống các trường tiểu học.
Vào năm 2000, Hoa Kỳ có 76,6 triệu học sinh và sinh viên theo học từ mẫu giáo cho đến sau đại học. Trong số này, có 72% số người trong độ tuổi từ 12 đến 17 được xem là học "đúng lớp đúng tuổi" (tức là đang theo học bậc phổ thông hoặc cao hơn). Trong số những học sinh theo học bậc phổ thông, có 5,2 triệu (1,4%) theo học trong các trường tư thục. Hơn 85% dân số ở độ tuổi trưởng thành ở Hoa Kỳ hoàn thành chương trình trung học; 28% có bằng đại học hoặc bằng cấp cao hơn. Theo số liệu năm 2009 của Tổng cục Thống kê Hoa Kỳ (U.S. Census Bureau), mức lương trung bình của một người tốt nghiệp từ một trường đại học hay viện đại học là hơn 54.000 đô la/năm, cao hơn 22.11 đô la so với mức lương trung bình của những người chỉ có bằng trung học.
Có 98% dân số Hoa Kỳ trong độ tuổi từ 15 trở lên biết chữ, trong khi mức độ am hiểu về toán và khoa học bị xếp dưới mức trung bình so với các quốc gia phát triển khác. Vào năm 2008, tỉ lệ học sinh tốt nghiệp trung học ở Hoa Kỳ là 77%; tỉ lệ này thấp hơn tỉ lệ tốt nghiệp ở hầu hết các nước phát triển. Ngoài ra, tỉ lệ 33% số người có bằng đại học tham gia lực lượng lao động là hơi thấp so với mức trung bình (35%) ở các quốc gia phát triển khác, trong khi tỉ lệ người lao động theo học giáo dục thường xuyên lại cao. Trong một nghiên cứu thực hiện vào những năm 2000, Jon Miller của Viện Đại học Michigan State cho rằng "Hoa Kỳ có tỉ lệ dân số trưởng thành có hiểu biết căn bản về khoa học cao hơn một chút so với tỉ lệ ở Nhật Bản hay các nước châu Âu".

## Các cấp học
Hầu hết trẻ em Hoa Kỳ bắt đi học trong các cơ sở giáo dục công lập ở tuổi lên 5 hay 6. Năm học thường bắt đầu vào tháng 8 hay tháng 9, sau kỳ nghỉ mùa hè. Trẻ em được phân thành từng nhóm xếp theo năm học gọi là lớp (grade), bắt đầu với các lớp mầm non, sau đó là mẫu giáo, và tích lũy dần lên lớp 12. Ở mỗi lớp, trẻ em thường học cùng với nhau cho đến cuối năm học (vào tháng 5 hay tháng 6). Tuy vậy, trẻ em chậm phát triển có thể ở lại lớp hay học sinh tài năng có thể học lên lớp nhanh hơn so với các bạn học cùng tuổi.
Nói chung, hệ thống giáo dục phổ thông Hoa Kỳ bao gồm 12 lớp tiểu học và trung học, học sinh học trong khoảng thời gian 12 năm học trước khi được tốt nghiệp và đủ điều kiện để vào học đại học. Sau khoảng thời gian trong nhà trẻ và trường mẫu giáo là 5 năm tiểu học. Sau khi hoàn thành 5 lớp ở trường tiểu học, học sinh vào học trường trung học để lấy bằng tốt nghiệp trung học (high school diploma) nếu hoàn thành chương trình học của tất cả 12 lớp.
Độ tuổi trung bình của học sinh ở mỗi lớp trong các trường công lập và tư thục có thể hơi khác nhau tùy theo từng vùng trong nước. Số liệu này có thể tìm thấy trên trang mạng của Bộ Giáo dục Hoa Kỳ.
Những học sinh nào hoàn thành trung học và muốn vào học trong một trường đại học hay viện đại học thì phải theo học chương trình bậc đại học. Những cơ sở giáo dục bậc đại học có chương trình học kéo dài 2 năm hoặc 4 năm trong một lĩnh vực cụ thể. Chương trình học như vậy gọi là chuyên ngành (major), bao gồm những môn học chính yếu hay những môn học đặc biệt.
Cấp học tiếp theo trong hệ thống giáo dục Hoa Kỳ là sau đại học. Sau khi có bằng đại học, công việc học tập tiếp theo có thể thực hiện ở hai mức. Một là học để lấy bằng thạc sĩ (master's degree) thông qua một khóa học chuyên sâu, tiếp tục chương trình đã học ở bậc đại học. Khóa học này kéo dài 2 năm. Bước tiếp theo là theo học để lấy bằng tiến sĩ. Thời gian tối thiểu để lấy bằng tiến sĩ là khoảng từ 3 năm đến 7 hay 8 năm tùy theo chuyên ngành và đề tài nghiên cứu cũng như năng lực của sinh viên.

## Quản lý giáo dục

### Kiểm định chất lượng đào tạo
Chính phủ Mỹ không trực tiếp công nhận hoặc chấp thuận các trường đại học. Thay vào đó, Bộ Giáo dục Mỹ chỉ là cơ quan xem xét và công nhận "các tổ chức đánh giá" là các tổ chức sẽ đảm bảo chất lượng của các cơ sở đào tạo và chương trình giáo dục. Theo TS Mark A.Ashwill - nguyên giám đốc Viện Giáo dục quốc tế Mỹ (IIE), có sự khác biệt lớn giữa phê duyệt và công nhận. Trong đó, được phê duyệt (approved) đơn giản chỉ là cho phép đơn vị đó hoạt động - việc này hoàn toàn do tiểu bang xem xét. Còn được công nhận (accredited) có nghĩa là cơ sở giáo dục được một cơ quan thuộc Bộ Giáo dục Mỹ công nhận. Đây mới là một quy trình đánh giá toàn diện, nghiêm ngặt. Các đơn vị đào tạo sẽ được kiểm tra về mọi mặt để xác nhận sự hoạt động của nó là có giá trị, cho ra những văn bằng có chất lượng. Ở Mỹ có 2 cơ quan công nhận (accrediting agencies) các tổ chức kiểm định là Bộ Giáo dục liên bang (USDE) và Hội đồng kiểm định giáo dục đại học Mỹ (CHEA), trong đó USDE là cơ quan nhà nước và CHEA là cơ quan độc lập được các trường và các tổ chức kiểm định thừa nhận. Như vậy, hai cơ quan này không trực tiếp kiểm định các trường mà các trường kiểm định thông qua các tổ chức kiểm định. Uy tín nhất là 8 tổ chức kiểm định ở sáu vùng địa lý như vùng Đông Bắc, vùng phía Nam, vùng phía Tây; rồi đến 11 tổ chức cấp quốc gia như Hội đồng Kiểm định Giáo dục và Đào tạo Từ xa, Hội đồng Kiểm định các trường Cao đẳng và Trung học Dạy nghề; và 66 tổ chức chuyên môn nghề nghiệp như: Hội đồng Kiểm định về Điều dưỡng Đại học, Hội đồng Kiểm định về Đào tạo Giáo viên, Ủy ban Kiểm định Nha khoa Mỹ. Các tổ chức này được hoặc USDE, CHEA hay cả hai cơ quan này đồng công nhận. Cấp tiểu bang không ủy quyền hay cấp phép cho các tổ chức kiểm định. Tính đến thời điểm này, cả USDE và CHEA đều có cơ sở dữ liệu về các trường sau bậc trung học được kiểm định, với khoảng 7.700 trường và 18.700 chương trình đào tạo. Có những trường được cả hai cơ quan này công nhận.

## Nhà trẻ và mẫu giáo
Hoa Kỳ không có các chương trình nhà trẻ và mẫu giáo công cộng có tính chất bắt buộc. Chính phủ liên bang hỗ trợ tài chính cho chương trình Head Start - chương trình nhà trẻ và mẫu giáo dành cho các gia đình có thu nhập thấp. Còn hầu hết các gia đình tự tìm trường và trả chi phí nhà trẻ và mẫu giáo.
Ở những thành phố lớn, đôi khi có những nhà trẻ và trường mẫu giáo phục vụ nhu cầu của các gia đình có thu nhập cao. Vì một số gia đình giàu có xem những trường này như bước chuẩn bị đầu tiên để con cái họ sau này vào học đại học ở các cơ sở trong nhóm Ivy League, họ có cả những người tư vấn chuyên hỗ trợ các bậc cha mẹ và con cái họ ngay từ khi bắt đầu nhập học.

## Giáo dục tiểu học và trung học
Trẻ em ở Hoa Kỳ bắt buộc phải đi học, nhưng khoảng độ tuổi theo yêu cầu thì thay đổi tùy theo tiểu bang. Hầu hết trẻ em bắt đầu chương trình giáo dục tiểu học sau khi xong mẫu giáo (thường là 5 hoặc 6 tuổi) và hoàn thành chương trình giáo dục trung học sau khi học xong lớp 12 (thường vào lúc 18 tuổi). Trong một số trường hợp, học sinh có thể học nhảy lớp. Một số tiểu bang cho phép học sinh nghỉ học ở tuổi 14 đến 17, trước khi hoàn thành trung học, nếu có sự đồng ý của cha mẹ học sinh; những tiểu bang khác yêu cầu học sinh phải đi học cho đến khi được 18 tuổi.
Hầu hết các bậc cha mẹ cho con cái họ đi học ở cơ sở giáo dục công lập hoặc tư thục. Theo số liệu của chính quyền, một phần mười học sinh ở Hoa Kỳ theo học trong các trường tư thục. Khoảng 85% học sinh học trong các trường công lập, phần nhiều là do học sinh đi học ở các trường này thì không phải đóng tiền. Hầu hết học sinh đi học khoảng 6 giờ/ngày, khoảng 175 đến 185 ngày/năm. Hầu hết các trường có kỳ nghỉ hè kéo trong khoảng hai tháng rưỡi, từ tháng 6 đến tháng 8. Ở một số trường, học sinh đi học suốt năm.
Các bậc cha mẹ cũng có thể cho con cái họ học tại nhà; 1,7% trẻ em được giáo dục theo kiểu này.

### Giáo dục trung học

#### Trung học cơ sở và trung học phổ thông

##### Các môn tự chọn
Nhiều trường trung học có nhiều khóa học tự chọn để học sinh theo học, mặc dù sự sẵn có của những khóa học như vậy tùy thuộc vào nguồn tài chính và chương trình học của từng trường cụ thể.
Các khóa học tự chọn thường là về các lĩnh vực sau:
- Nghệ thuật thị giác (đồ họa, tạo hình, hội họa, nhiếp cảnh, điện ảnh)
- Nghệ thuật trình diễn (kịch nghệ, trình diễn âm nhạc, hợp xướng, trình diễn nhạc giao hưởng, khiêu vũ)
- Giáo dục công nghệ (mộc, cơ khí, sửa xe, thiết kế rô-bốt)
- Máy tính (xử lý văn bản, lập trình, thiết kế đồ họa)
- Thể thao (điền kinh, bóng bầu dục, bóng chày, bóng ném, bơi lội, quần vợt, thể dục dụng cụ, bóng đá, vật, v.v...)
- Xuất bản (báo, tạp chí,...)
- Ngoại ngữ (thường là tiếng Tây Ban Nha và tiếng Pháp; ít phổ biến hơn là tiếng Latin, tiếng Hy Lạp, tiếng Đức, tiếng Ý, tiếng Ả Rập, tiếng Hoa, tiếng Nhật...).[14]

### Chương trình học

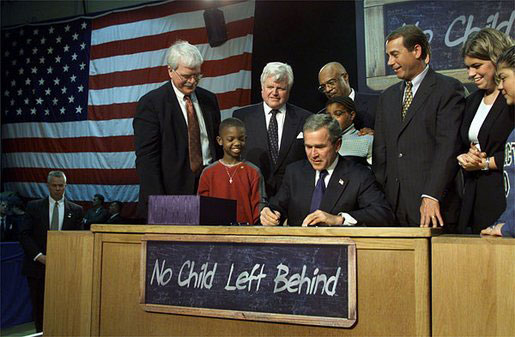
Tổng thống George W. Bush ký Đạo luật No Child Left Behind

## Liên kết